# أحمد باي بن محمد الشريف
هو أحمد بن محمد الشريف بن أحمد القلي (1786-1850)، تولى أبوه منصب خليفة على عهد الباي حسن، أما جده فهو أحمد القلي الذي حكم بايلك الشرق لمدة 16 سنة، أما أمه فتدعى الحاجّة الشريفة جزائرية الأصل، من عائلة بن قانة أحد أكبر مشائخ عرب الصحراء مالا وجاها، ويظن البعض أنه تركي الأصل لذلك يصنف أحمد باي كرغليا لكن هذا غير مؤكد حاليا.

## المولد والنشأة
ولد حوالي عام 1786 بقسنطينة تربى يتيم الأب، (يكنَّى) باسم أمه، فيقال له الحاج أحمد بن الحاجة الشريفة. بعد أن مات والده مخنوقًا وهو في سنّ مبكرة، وكان لزامًا على أمه أن تفر به من قسنطينة إلى الصحراء خوفًا من أن يلقى نفس المصير الذي لقيه أبوه.
وجد أحمد باي الرعاية من طرف أخواله في الزيبان، حفظ أحمد باي القرآن وتعلم قواعد اللغة العربية، فشب على ركوب الخيل، وتدرب على فنون القتال. ازداد حبه للدين وهو ما بدا في بعض ما نسب إليه من كتابات وقصائد شعرية، سيما بعد أدائه فريضة الحج وهو في الثانية عشرة من عمره - ومنذ ذاك أصبح يلقب بالحاج أحمد - ثم مكوثه بمصر مدة من الزمن والأكيد أنه كرغلي الأصل وهذا فيم بعد جعله السبب الرئيسي في عدم اتحاده مع الأمير عبد القادر.

## توليه المناصب الإدارية
تولًى منصب قائد قبائل العواسي - والعواسي كلمة تطلق على القبائل التي كانت تقطن منطقة عين البيضاء[ ؟ ]

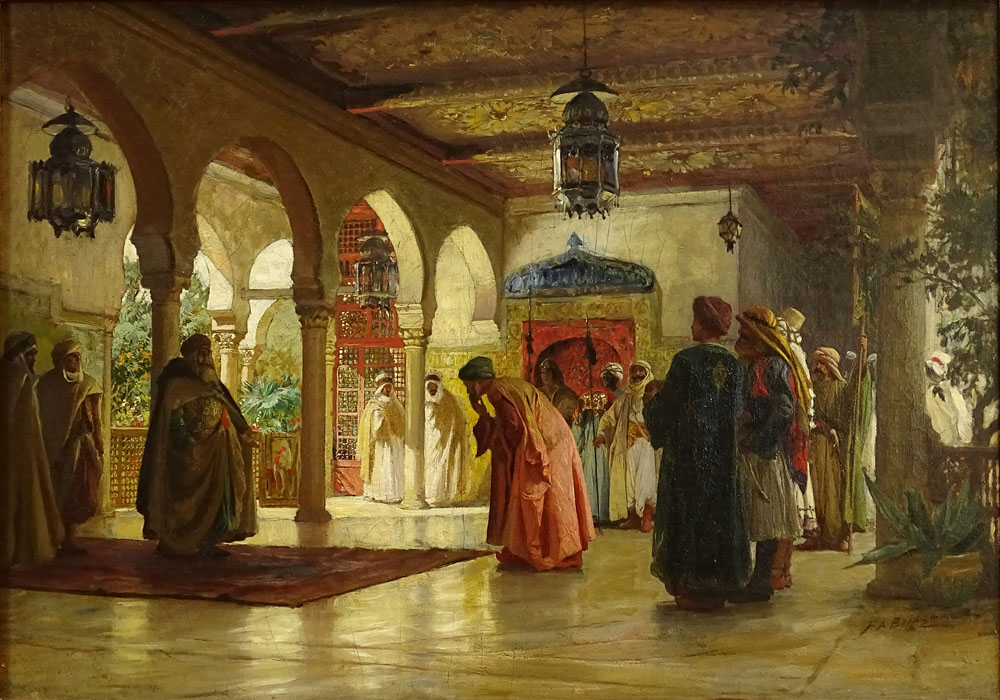
باي قسنطينة ييتقبل السفراء

وما جاورها - أما رتبة قائد فهي وظيفة حكومية لا تسند إلا للذين يحظون بثقة من الشخصيات المرموقة في المجتمع، ويخوّل له هذا المنصب لأن يضطلع برتبة أكبر ضابط في القصر، يتولى مهمة رقابة الجزء الشرفي لإقليم قسنطينة، وله حق الإشراف على قوة عسكرية قوامها 300 فارس بمساعدة أربعة مساعدين يعينهم الباي وهم الشاوش والخوجة والمكحالجي والسراج. وبعد تخليه عن هذا المنصب لمدة من الزمن، استدعاه نعمان باي وعيّنه مرة أخرى قائدًا للعواسي لخبرته في الميدان. ولما زار أحمد باي مصر، اجتمع بمحمد علي[ ؟ ] حاكم مصر ووقف على منجزاته، خاصة في جانبها العسكري وتعرف على أبنائه إبراهيم باشا[ ؟ ] وطوسون وعباس.
ترقى الحاج أحمد إلى منصب خليفة على عهد الباي أحمد المملوك، واستطاع المحافظة على هذا المنصب إلى أن نشب خلاف بينه بين الباي إبراهيم حاكم بايلك الشرق الجزائري ما بين 1820 و1821، مما أدى إلى عزل الحاج أحمد. وخوفا من المكائد والاغتيال غادر قسنطينة في اتجاه الجزائر خاصة وأن إبراهيم هو الذي دبّر لأحمد باي المكيدة واتهمه بتعامله مع باي تونس ضد الجزائر، إلا أن الداي حسين كشف الحقيقة وأمر بقتل إبراهيم باي عام 1821.
بينما بقي الحاج أحمد في العاصمة ثم أبعد إلى مليانة ومنها انتقل إلى البليدة حيث عاصر الزلزال الذي خرب المدينة وهدّمها في 2 مارس 1825، لعب أثنائها دورا هاما في عملية الإنقاذ إلى درجة أن أعجب الآغا يحي- قائد الجيش - بخصاله الحميدة ونقل هذا الإعجاب إلى الداي حسين.

## تعيينه بايا على بايليك الشرق الجزائري

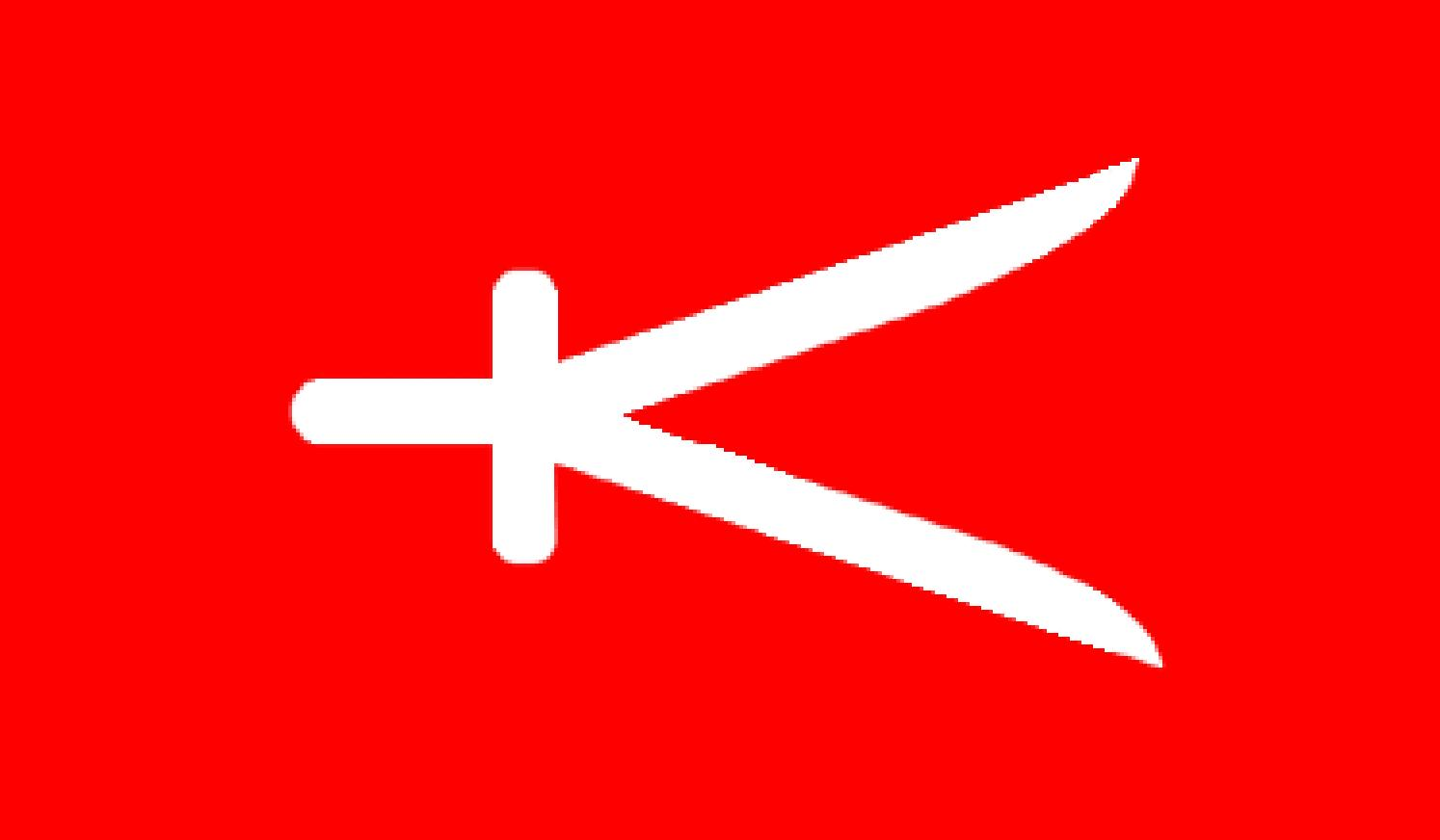
علم أحمد باي.

بوساطة من الآغا يحي، عينه الداي حسين بايا على بايلك الشرق في عام 1826، حيث شهدت قسنطينة استقرارا كبيرا في عهده ابتداء من توليه منصب الباي إلى غاية عام 1837 تاريخ سقوط قسنطينة. تمكن خلالها من توحيد القبائل الكبيرة والقوية في الإقليم الشرقي عن طريق المصاهرة، فلقد تزوج هو شخصيًا من ابنة الباي بومزراق باي التيطري ومن ابنة الحاج عبد السلام المقراني، كما شجع كثيرا ربط الصلة بين شيوخ القبائل أنفسهم بالمصاهرة. مما جلب إليه أولاد مقرآن (مجانة)، وأولاد عز الدين (زواغة)، وأولاد عاشور(فرجيوة) …إلخ.
أثبت الحاج أحمد باي كفاءاته العسكرية والسياسية، وحتى إن كان يؤمن بالتبعية الروحية للباب العالي، إلا أنه لم يفكر في إعلان الاستقلال عنها، وذلك لم يمانعه من الإخلاص لوطنه الجزائر، فلم تثن الظروف التي آل إليها الوضع في الجزائر بعد الاحتلال من عزيمته ولم تنل منه تلك الإغراءات والعروض التي قدمتها له فرنسا قصد استمالته قاد معركة قسنطينة الأولى ومعركة قسنطينة الثانية أكتوبر 1837. لقد بقي مخلصا حتى بعد سقوط قسنطينة حيث فضل التنقل بين الصحاري والشعاب والوديان محرضا القبائل على المقاومة إلى أن وهن ساعده وعجز جسده، فسلم نفســه في 5 جوان 1848 فأحيل إلى الإقامة الجبرية في العاصمة.

## إستراتيجية أحمد باي في المقاومة
اعتمد أحمد باي إستراتيجية محكمة، مكنته من تنظيم المقاومة ضد الفرنسيين، فأحاط نفسه برجال ذوي خبرة ونفوذ في الأوساط الشعبية من قبائل وأسر عريقة في تحصين عاصمته قسنطينة. وبناء الخنادق والثكنات، وأمر بتجنيد الرجال للمقاومة من جيش نظامي ثم أعاد تنظيم السلطة فنصب نفسه باشا خلفا للداي حسين، ثم ضرب السكة باسمه وباسم السلطان العثماني، محاولا بذلك توحيد السلطة التشريعة والتنفيذية خدمة للوحدة الوطنية وتمثل ذلك فيما يلي:
- - حاول الحاج أحمد باي أن يجعل من الشعب الجزائري والسلطان العثماني مرجعا لسلطته حيث انتهج مبدأ استشارة ديوانه المكون من الأعيان والشيوخ، ومراسلة السلطان العثماني واستثارته قبل اتخاذ أي موقف مصيري.

## سياسة فرنسا في مجابهة أحمد باي

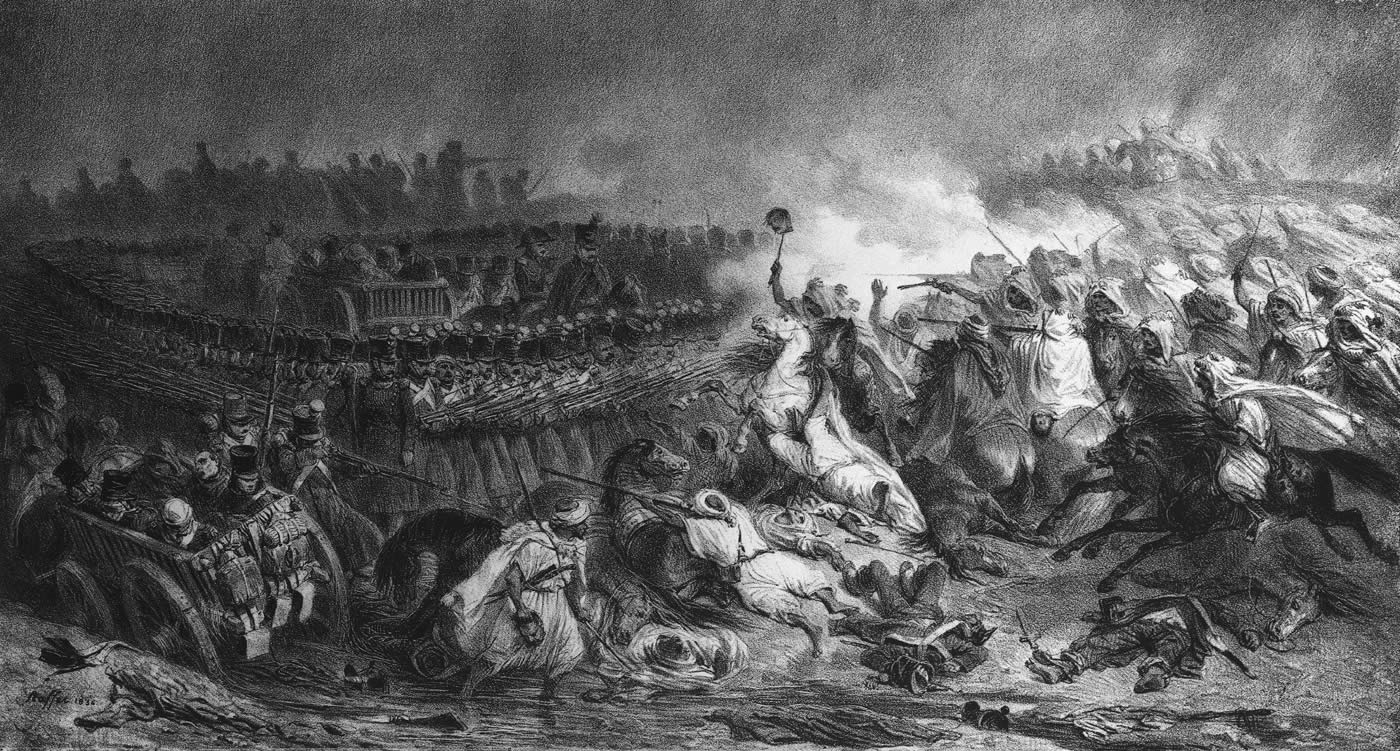
معركة قسنطينة الأولى 1836

انتهجت فرنسا في مجابهتها للحاج أحمد باي سياسة مبنية على المزج بين المناورات الدبلوماسية، والقوة العسكرية وهي أسباب فشل المقاومة.

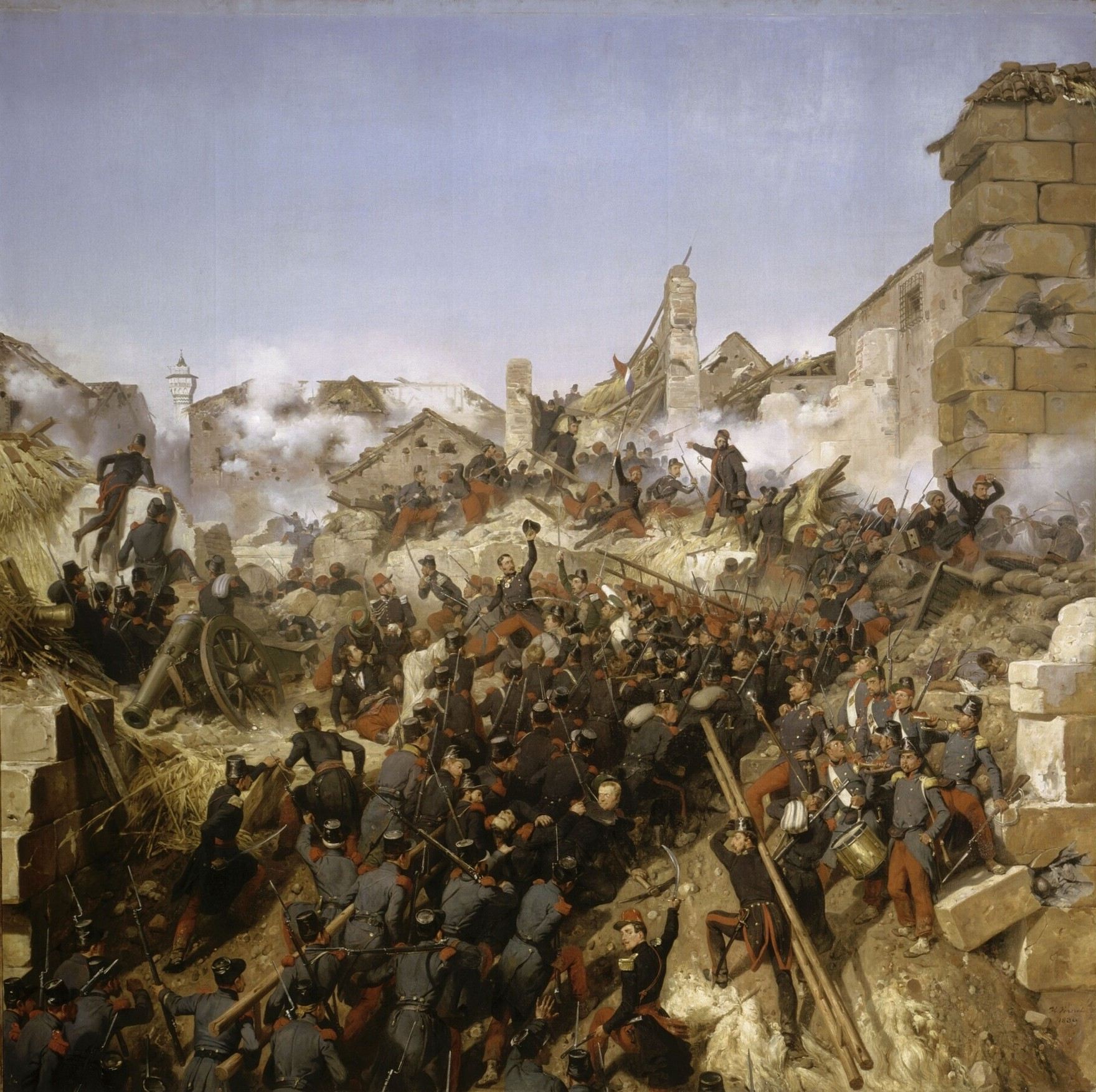
معركة قسنطينة الثانية 1837

- معركة قسنطينة الثانية 1837اللجوء إلى التفاوض مع الحاج أحمد باي ومحاولة الافتكاك منه الاعتراف بالسيادة الفرنسية مقابل إبقائه بايا على قسنطينة، وقد تكررت هذه المساومة في عهد كل من الجنرالات دي بورمون، كلوزيل، الدوق روفيقو ودامريمون، إلا أن الباي أصر على رفض تلك العروض.
- تآمر الجنرال كلوزيل مع باي تونس ضد الحاج أحمد باي.
- التحالف مع خصوم أحمد باي من أمثال إبراهيم الكريتلي في عنابة، فرحات بن سعيد في الزيبان.
- تركيز القوات الفرنسية في جبهة واحدة، بعد أن تلقّت ضربات موجعة على يد الأمير عبد القادر، وفشلها في محاولتها الأولى في احتلال قسنطينة في نوفمبر 1836، مما دفعها إلى عقد معاهدة التافنة، لتتفرغ إلى الجهة الشرقية.
- شنت فرنسا سلسلة من الهجمات على المدن الساحلية لبايلك الشرق منذ 1830 تمكنت خلالها من الاستيلاء على مدينة عنابة سنة 1832 رغم استماتة قوات الحاج أحمد في الدفاع عنها.
- الاستيلاء على بجاية سنة 1833.
- احتلال قالمة سنة 1837.
- قطع المدد على بايلك الشرق من الناحية البحرية والحيلولة دون وصول الذخيرة والأسلحة من السلطان العثماني إلى قسنطينة.
- شن حملتين عسكريتين أسفرتا على على وقوع معركتين معركة قسنطينة الأولى نوفمبر 1836 ومعركة قسنطينة الثانية 1837، وفي هذه الأخيرة شن القائد الفرنسي دامريمون حملة لاحتلال قسنطينة وفيها لقي مصرعه، فخلفه الجنرال فالي على رأس الجيش الفرنسي، لكن عدم تكافؤ القوتين هذه المرة أضعف دفاعات المدينة وأدى إلى سقوطها .

## وفاته

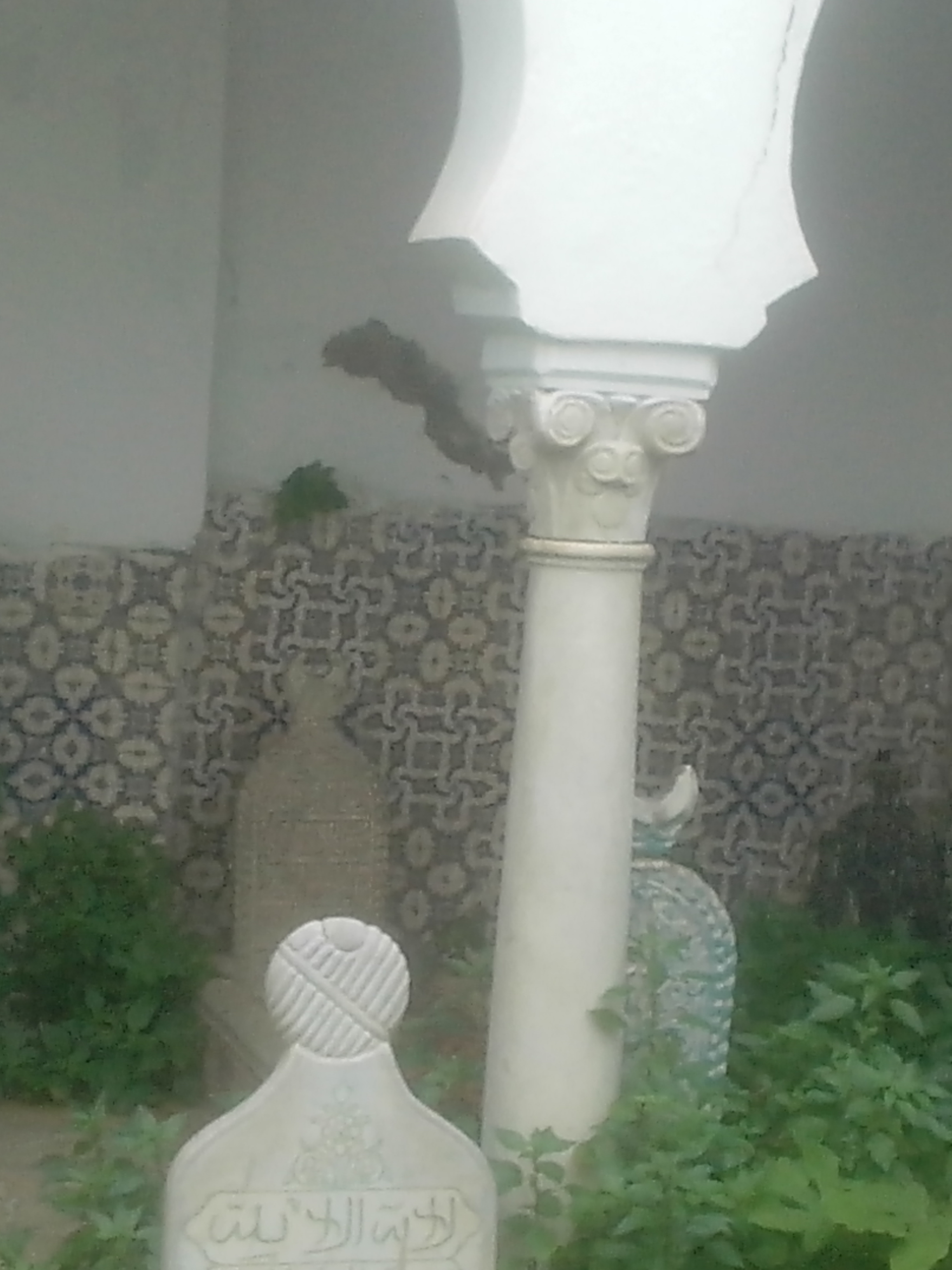
قبر أحمد باي

بعد أن حوصر في حصن يقع بين بسكرة وجبال الأوراس استسلم بسبب استحالة المقاومة هذه المرة، بقي تحت الإقامة الجبرية إلى أن توفي في ظروف غامضة حيث ترجح إحدى الروايات أنه تم تسميمه عام 1851، ويوجد قبره داخل مقبرة سيدي عبد الرحمان الثعالبي بالجزائر العاصمة.

## مؤلفات
- قسنطينة أيام أحمد باي لـ فندلين شلوصر[4]
- مذكرات أحمد باي[5]